# Jean Carnahan
Jean Anne Carnahan, nata Carpenter (Washington, 20 dicembre 1933 – Creve Coeur, 30 gennaio 2024), è stata una politica statunitense, senatrice per lo stato del Missouri dal 2001 al 2002.

## Biografia
Laureata alla George Washington University, nel 1954 Jean Carpenter sposò Mel Carnahan, figlio di un deputato democratico. Qualche tempo dopo lo stesso Mel divenne attivo politicamente, fino ad essere eletto tesoriere di stato del Missouri nel 1980.
Nel 1993 Carnahan divenne governatore del Missouri e Jean intraprese varie attività benefiche, collaborando anche con alcune associazioni umanitarie.
Nel 2000 Mel si candidò al Senato, ma poche settimane prima delle elezioni perì in un incidente aereo insieme al figlio Randy e al consigliere Chris Sifford. La legge dello stato però impediva di rimuovere la candidatura dell'uomo sebbene fosse deceduto e c'era la seria probabilità che Carnahan vincesse; andando così le cose, il vicegovernatore Wilson (appena divenuto governatore a causa della morte di Carnahan) avrebbe dovuto dichiarare non valide le elezioni e quindi scegliere personalmente una persona per occupare il seggio. Wilson allora promise che se Carnahan avesse vinto, lui avrebbe dato il seggio senatoriale a Jean e alla fine la previsione si avverò.
La nomina provvisoria della donna scadde alla fine del 2002 e così vennero indette delle elezioni speciali per determinare la persona che avrebbe portato a compimento il mandato del defunto Carnahan. La vedova decise di candidarsi ma venne sconfitta dall'avversario repubblicano Jim Talent per un solo punto percentuale.
Dopo la fine del suo mandato, la Carnahan abbandonò la politica attiva dedicandosi alla scrittura.
Dal marito Mel, Jean Carnahan ebbe quattro figli: Roger (detto Randy, morto insieme a suo padre nell'incidente aereo), Russ (eletto deputato al Congresso nel 2005), Robin (eletta segretario di stato del Missouri nel 2004) e Tom (fondatore del Wind Capital Group, una società attiva nella costruzione di parchi eolici).